# 孫運璿
孫運璿（1913年12月8日—2006年2月15日）是中華民國政治家、技術官員、工程師，山東蓬萊人。畢業於哈爾濱工業大學，二戰後受中華民國政府派任至臺灣修復台灣電力，曾前後擔任臺電總經理、奈及利亞全國電力公司執行長、交通部長、經濟部長、外交部長與行政院長、總統府資政。在臺灣素有「永遠的行政院院長」之稱。在將近20年的部長與行政首長的任內，他與時任中華民國總統蔣經國推行十大建設，與李國鼎共同促進新竹科學工業園區的成立，規劃早期中華民國科技政策；被許多人認為不僅是台灣科技產業之主要奠基者，也堪稱是「台灣經濟推手」之一，也是中華民國經濟貢獻重要人物之一。
1984年2月24日，時任行政院院長的孫運璿因罹患腦溢血中風而一度病危，不久因身體狀況不理想而辭職下台。經過漫長的恢復，孫運璿中風後的病情仍不甚理想，只能以輪椅代步。儘管喪失了部分行動能力和語言能力，且已淡出政治圈，他仍然受到中國國民黨乃至臺灣政壇內的景仰，曾於4年內以中國國民黨大老身分，兩度替該黨總統候選人連戰站台助選。2006年2月，他因併發症於臺北市病逝，享耆壽92歲。

## 生平

### 早年生活
1913年12月8日（民國二年農曆十一月十一日），孫運璿出生在山東省蓬萊縣城東的一個普通家庭，為家中長子，父親孫蓉昌按照家譜起名，第一個字“運”為家族字輩，但第二個字孫蓉昌取了幾次都與祖先長輩撞名，一氣之下，就在字典裡挑了個難字“璿”，命名為“運璿”:7。因為當時父親孫蓉昌正在朝陽大學讀法律:8不在身旁等因素，孫運璿幼年生活必須仰賴家族接濟並因此遭到部分遠親族人欺負:9。不過與母親相依為命的他，從此養成了他好強、不服輸的個性。
1925年，孫運璿原本寄望於去天津市南開中學唸文學從而進入大學，但在正於哈爾濱做法官的父親提出「中國需要工程與俄文人才」的意見後，便與父親一起離開家鄉前往冰天雪地的中國東北哈爾濱市，進入專為俄僑子弟舉辦的俄僑實業中學，學習俄文:12,13,330，並成為了該校空前絕後的中國籍學生:140。1927年，年僅14歲的孫運璿考入俄國人主辦的哈爾濱中俄工業大學校預科後，開始了七年的大學生涯:16,330。在大學時代，孫運璿成績極好，加上他年紀輕，個子比其他同學來的嬌小，因此同學就給了他取了一個外號，叫「小孫子」:18。1934年5月畢業時，負責口試的俄國教授，一致通過將他的畢業論文打了「滿分+」的分數，孫運璿以當屆第一名的成績畢業:17。

### 抗日戰爭時期
1934年，從哈爾濱工業大學畢業後，由於當時滿洲國在日本的管制之下，日本尤不願東北訓練出來的人才，回流關內，孫運璿只好改扮商人進入關內:23。入關後，孫運璿前往天津投靠當法官的父親，並去山東將母親接至天津，數月後經介紹輾轉加入江蘇連雲港電廠建設:23-24。
1936年，因為發表於中國工程師學會《工程雜誌》的論文《配電網新算法》受到國民政府資源委員會任職的電力專家惲震賞識，而至南京加入資源委員會，參與湘潭湘江電廠的籌備與建設。:29
1937年，抗日全面爆發，孫隨政府撤到湖南，參與興建湘潭電廠:30。1939年日軍二度進攻長沙，孫負責實地考察如何拆解運至雲南昆明的路線:30-31，以及隨軍委會遷移裝配戰時臨時電廠:32。孫後又接受政府指示，在中央沒有任何支援的情況下，就地組織了一個騾隊，費三個月的時間徒步越過秦嶺與大巴山，將連雲港電廠鍋爐，從陝西遷移到四川自流井去:32-36。後來他又奉派至青海西寧，親自與省主席馬步芳及其親信交涉一年後（馬步芳原希望電廠歸他自己所有），完成當地第一座的電廠，並擔任廠長:36-38。
而後由於他在遷廠與建廠方面的表現，1942年，資委會為了勝利後的接收復員準備，派遣首批31位人員至美國考察，孫運璿獲選前往美國田納西河谷管理局參觀見習，並獲准允在美國進修，以便從事戰後復原的工作，直至1945年，抗戰勝利為止。:42-47。

### 技術官僚

孫運璿與當時負責修復台灣電力的工專學生合影，右四穿西裝者為孫運璿

1945年，孫運璿回到重慶後依命令準備跟隨張莘夫去遼寧接收，但上飛機前經濟部官員臨時請他留下招呼幾位美國工程師，而後因東北情勢不穩而未就。孫運璿後來回憶說「一通電話，改變了我一生的命運，如果那通電話晚來十分鐘，我上了飛機，如今不是身陷匪區，就是早已升天」。:48-49
1946年5月，孫運璿擔任台灣電力公司的機電處長，負責修復台灣電力系統。台灣經盟軍的轟炸，發電量只有1943年最高時期的四分之一:126。孫運璿在1947年4月與日籍、台籍、大陸籍人員的工業人才合作，帶領三、四百名就學於台南高等工業學校、台北工業學校的學生，在五個月內復原了台灣80%的供電系統:115。據孫回憶，一批日本人臨走時對臺電表示「我們怕三個月後，台灣可能就會黑暗一片」:54，此後孫逢人就說「我們就是有這股勁，打敗日本人的預言」:57。
1950年，國民政府在國共內戰失利後播遷來台，外匯存底將近枯竭，可說是瀕臨破產。同年，孫運璿升任總工程師。經過多方交涉，孫運璿終於向美國西屋公司借貸了200萬美元:58，陸續完成了烏來水力發電所、台灣東西部配電聯絡線、立霧發電所、新竹變電所等設施。其中又以台灣第一個自力設計安裝的烏來水力發電廠最具重要性:59。由於這個階段的成績，加上韓戰爆發後，美政府重新支持中華民國政府等重要因素，美國開始大力支援台灣的電力建設:59。至1957年，台電的發電容量已經躍升了一倍。在此階段，由於水力發電的不可靠，孫運璿決定了台電未來「火主水從」的電力政策，大力發展火力發電:60。而台電於戰後的優異表現，也使得美國想高薪挖角孫運璿，不過孫運璿婉拒了這項邀請，而美國人也因為孫運璿的關係相當看好台電，在每年的美援，台電總是擁有最多的補助。
此後近二十年，孫運璿由處長、總工程師、一路升至台電的總經理，任內爭取美國對大甲溪綜合開發計畫的支援，規劃德基水庫，並引進「目標管理」的公司制度:79-80，執行「鄉村電氣化」，在鄉村鋪設電力網路，使台灣電力普及率超越當時的日本、南韓，達到99.7%:78。

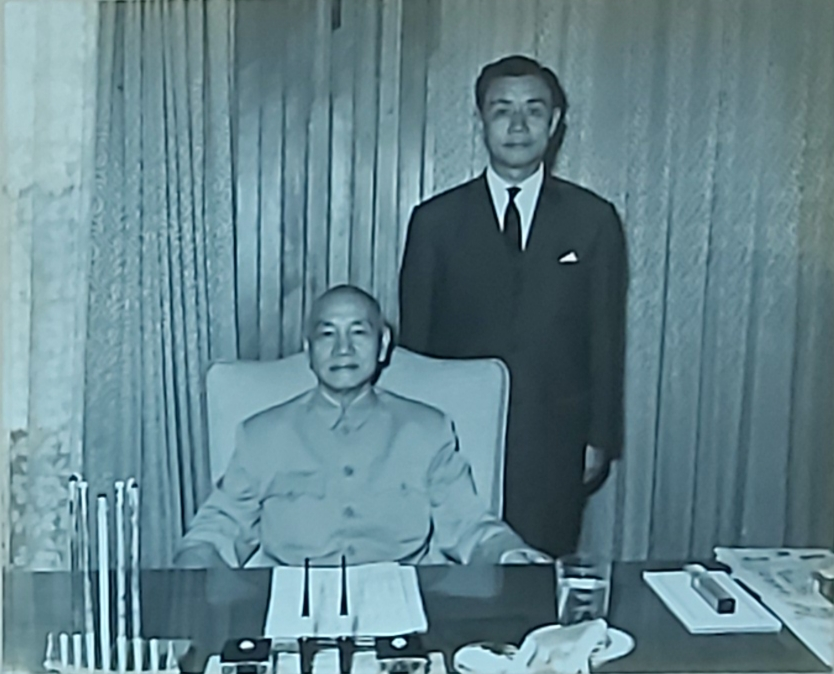
蔣中正於總統辦公室接見孫運璿（後側站立者）並與之合影

1964年，因為在台電的成績受到世界銀行的青睞，且考慮到家中人口浩繁，薪水不敷開銷，孫運璿同意受聘前往當時受世界銀行扶助的奈及利亞國家電力公司，擔任總經理。:94-95當時奈及利亞貪腐橫行，有一次工程開標，副總經理班久（Banjo）堅持要用二標，因為第二標的公司給了執政黨龐大的捐款，孫運璿表示「你們如要用第二標，我就向世界銀行辭職」，世界銀行立即回電說「如Y.S.辭職，所有貸款及援助一律停止」。在任職的三年內，孫運璿率領國際團隊推動尼日河水力發電計畫:103，奈及利亞的發電量在其任內增加了87%:105。1966年初，孫運璿返台度假，正值奈及利亞國內發生政變，經濟部長李國鼎勸阻孫運璿留在台灣，總統蔣介石則召見孫并下達三項指示：返奈及利亞完成合約，完成自己的工作、正值動亂不要管，合同期滿趕緊回來。不過因在台母親病重，於1967年辭職返台:104-105。

### 交通部部長與經濟部部長

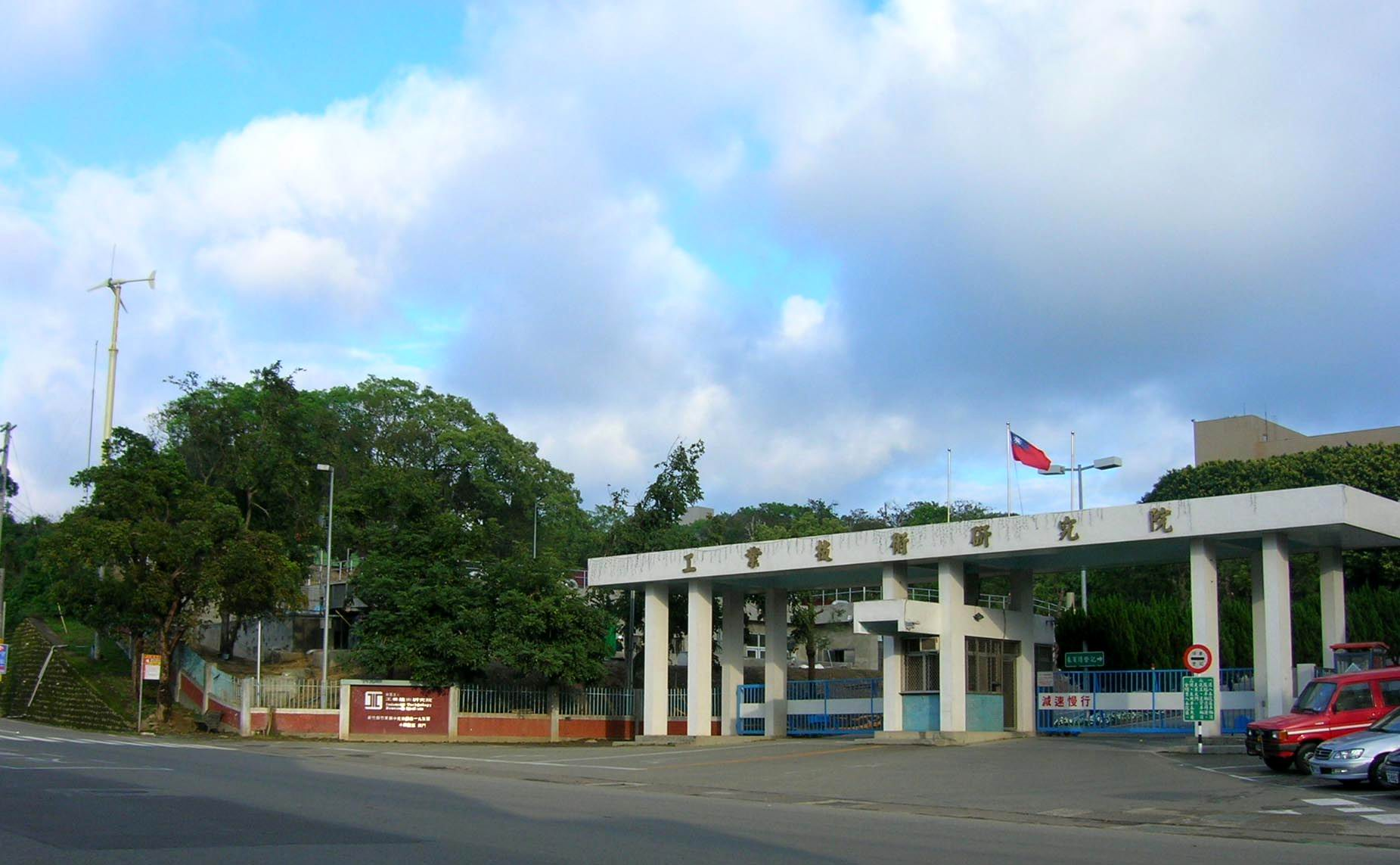
工業技術研究院

1967年底，以技術官僚身份受中華民國政府高層重視的孫運璿在嚴家淦內閣中，擔任交通部長:108。孫上任後，首先推行農村「村村有道路」的政策，此後交通部在全國廣建道路，奠立了台灣汽車交通的基礎:109。而此時正值十大建設之規劃期，孫運璿也負責十大建設之中，北迴鐵路、桃園中正國際機場（現臺灣桃園國際機場）、臺中港、蘇澳港、鐵路電氣化、南北高速公路等建設規劃:110。
1969年，因經濟部長陶聲洋突然罹癌過世，蔣中正總統指示孫運璿轉任經濟部長:114。1970年，台灣對外出口貿易第一次出現貿易順差。不過隨後發生1971年中華民國退出聯合國事件與1973年的第一次石油危機，嚴重打擊了民眾對台灣經濟的信心:117,121。孫運璿因此率團訪問沙烏地阿拉伯，以經濟合作計畫換取穩定的中東油源:121-122。不過國際原油價格飛漲，台灣仍陷入物價蠢蠢欲動的窘境。孫運璿基於個人信念，對於物價管制十分堅持，不過後來因國內經濟學者的爭取而改變態度，與李國鼎等人建議政府放手讓民生用品價格一次漲足，以消除預期心理:122-123。孫運璿後來回憶說那兩年是自己最緊張的時刻，當時他曾在日記中寫到：「此乃今後國家存亡之關鍵所在，我如失敗，將成為國家民族千古罪人矣。」

### 工研院與半導體計畫
為挽回各界對台灣經濟的信心，1972年開始，蔣經國內閣開始一連串的經濟發展計畫。1973年，擔任經濟部長的孫運璿建議仿效韓國的「科技研究院」，成立以政府資金為主的半官方機構工業技術研究院，以財團法人的方式突破政府法規限制，以高薪聘請歸國學人，從事產業研發。當時立法院認為工研院乃政府出資，卻因財團法人之地位，政府並沒有管理權而大力反對，立委稱此為「化公為私」，認為此例一開，將後患無窮。孫運璿因此多方奔走，與立法院溝通，最後該案僅以勉強超過50%的同意，獲得通過。孫運璿也因此被稱為「工研院之父」。

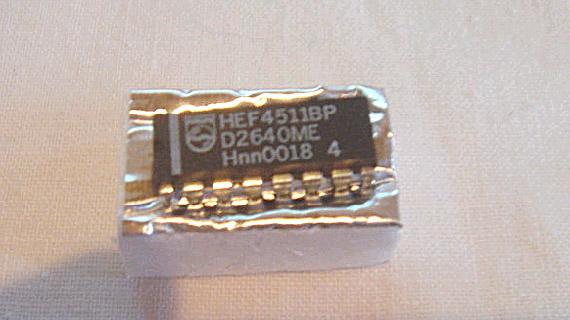
CMOS是當時RCA計畫中選定的轉移技術，也是日後集成電路的主流技術

1974年2月7日7時，孫運璿與行政院秘書長費驊和時任美國無線電公司（RCA）研究室主任的潘文淵在台北市南陽街40號的小欣欣豆漿店討論一小時後，決定將半導體產業為台灣1970年代中期之後的經濟發展重點，並成立工研院技術顧問委員會，自RCA技術移轉，取得了積體電路的技術。該RCA計畫需要1,000萬美元的資金，以當時台灣的經濟條件，很多人不表贊同，因此不得不由孫運璿一人扛起政治壓力，以便順利推動該計畫。1977年，孫運璿協調國防部，徵用位於新竹、目前為科學園區的用地後，並於1980年代初順利完工。在竹科落成後，台灣成為當時全世界可以生產積體電路的少數地區之一。
日後工研院與半導體產業成為1980年代 - 2000年代20年間的台灣產業火車頭，今許多科技業名人均為工研院出身。如張忠謀於建立台積電前擔任過工研院院長，聯電董事長曹興誠、聯發科董事長蔡明介等人，創業前均曾為工研院的工程師或研究員。

### 行政院院長
1978年，原行政院院長蔣經國當選總統後，隨即拔擢孫運璿擔任行政院院長一職（同年6月1日就任），為首位於中華民國建國後出生的行政院院長。5月19日，宋美齡函電蔣經國：

「孫部長運璿担任首揆確屬適宜國家復興前途賴諸經濟計劃步伐整速為最數年來其之表現可稱卓越且所聞問均以其人謙冲侍親孝順余深為能襄助得力為慶母」:606

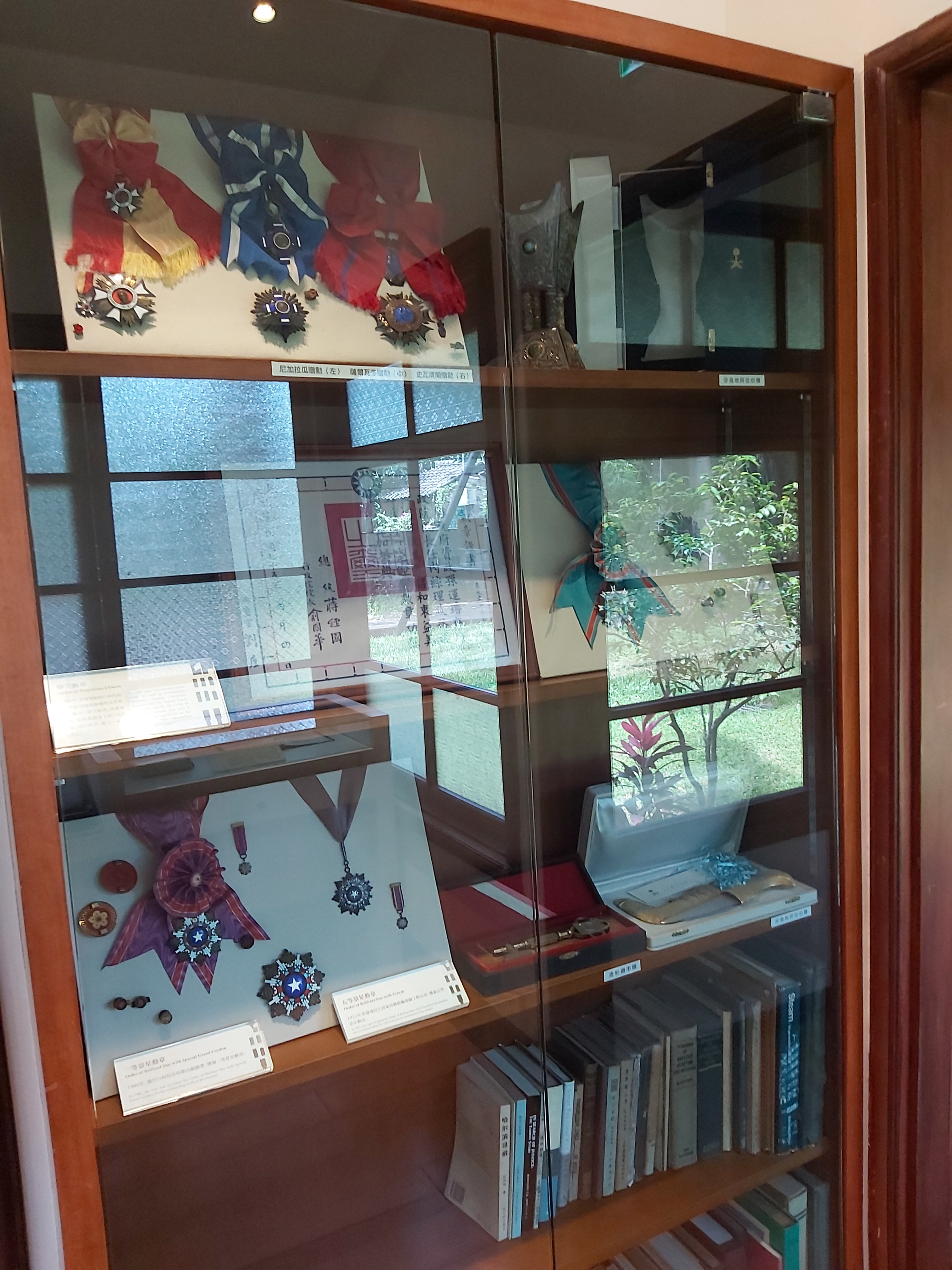
孫運璿故居內的勳獎陳列櫃

1978年12月16日時任外交部長沈昌煥辭職獲准，總統特派行政院長孫運璿兼理外交部長。
任內，孫運璿提出「臺灣地區許多極具觀光價值之天然資源遭受損害，應採取有效措施予以維護」，隨即在1979年4月行政院院會通過「臺灣地區綜合開發計畫」，其中指定玉山、墾丁、雪山、大霸尖山、太魯閣、蘇花公路、東部海岸公路等地區為國家公園預定區域，並指示內政部應積極辦理。於1980年，國家公園之規劃設立首次被列為政府重要施政計畫之一，並首次獲得政府正式編列共計345萬元之規劃建設國家公園經費。主要以原訂之墾丁國家公園為規劃對象，加上當時內政部長張豐緒，係屏東人，對墾丁一帶極為熟悉，本身熱愛山林，對自然保育及國家公園之推動積極熱心，是爾後墾丁國家公園得以在萬難中，優先規劃設立之主因。墾丁國家公園最終於1982年9月1日正式成立，台灣首座國家公園終告誕生。
而當時對於中華民國經濟及國際情勢風風雨雨的1970年代，孫運璿任行政院長的第一個挑戰是中美斷交事件。當時孫運璿除了以愛國捐獻活動來化解民間對美國與政府的不滿，並宣佈開放國民自由出國觀光的政策如期施行，新竹科學園區也依照預定計畫，於中美斷交十日後開工，吸引許多台灣旅外科技人士回國創業，希望藉此挽回國民對國家的信心，孫運璿本人也運用他在美國及國際間所佈下的人脈維持住中美關係，並推動美國國會於1979年通過臺灣關係法，讓中美雙方在斷交後依然保持實質關係。同時，在1979年初，孫運璿頂住中美剛剛斷交的壓力，開放國民出國觀光，當年即超過了30萬人人次。
在兩岸關係上，孫運璿對中共仍持強硬反對態度，1979年1月12日，他表示「共匪所謂的和談，乃是他們階級鬥爭的另一種形式，說穿了就是『誘降』的策略運用…歷史告訴我們，相信共產黨謊言的人，都只落得悲慘的下場。波羅的海三國的被蘇俄併吞、大陸的淪陷、越南的淪亡，都是我們記憶猶新慘痛的教訓。今天我們不能做一個為自由而奮戰的鬥士，明天我們就會淪為漂流海上的難民。」
同年12月，台灣爆發美麗島事件，國民黨政府借由事端大量剷除台灣反對黨力量。孫運璿雖是技術官僚出身，卻也不免捲入此政治事件。例如在立法院接受黨外立法委員的質詢，曾說：「高雄暴力事件絕非官民衝突事件，而是少數分裂分子毆打執行公務的憲兵與警察。……根據軍事審判機關起訴書，其中八名有叛亂罪嫌，依法軍事審判；其餘無叛亂罪嫌者，全交由司法審判。本案現在已進入司法程序之中，行政部門自當尊重司法獨立，由司法單位依法辦理。」此立場成為了他日後被民進黨攻擊的原因之一。
1982年，針對經濟發展帶來的城鄉差距與貧富不均，孫運璿內閣團隊推出了「全面加強基層建設，提高農民所得方案」，以兩百億的資金，縮短農民與非農民所得的差距，並加強農村福利設施，提高農民生活水準。而孫運璿這時經常輕車簡從，四處察看工程進度，也因而累積了不少的民間聲望，受到許多基層百姓的支持。
在兩岸關係方面，中華民國政府堅持不談判、不接觸、不妥協的「三不立場」，在1980年代初已漸難說服國際。1981年6月10日，中華民國與美國的大陸學者會議閉幕茶會召開，孫運璿在致詞中提出，海峽兩岸的問題是「中國問題」而不是「台灣問題」，即中國大陸人民應否長期生活在共黨統治之下的問題、自由世界願意有一個唯我獨尊的共黨中國還是一個愛好和平的非共中國的問題。孫運璿還引用美國總統甘迺迪的名言「美國絕不恐懼談判，但絕不在恐懼中談判」來回應「三不立場」，被外界認為是兩岸政策的重大突破，但亦遭到了保守派人士的抨擊。
在孫運璿擔任行政院長期間，台灣在貨幣穩定與通貨膨脹不算嚴重的情況下，國民所得從1977年的1182元，在六年內將近翻了三翻到1984年的3134元，而此期間超兩位數的經濟成長率，為世界第一，引此也被譽為－台灣經濟奇蹟，更是躍居了亞洲四小龍之首。

### 接班之說
1984年2月15日，國民黨二中全會提名蔣經國與李登輝為總統與副總統候選人，後成為中華民國第七任總統，於此之前台北政壇一度認為孫運璿為副總接班人選，但蔣經國總統卻在二中全會當天下午提名副總統人選為李登輝，孫運璿則是續任行政院院長。2月16日，蔣經國函電宋美齡：

「李登輝同志各方反應亦深以為得人」:402

有說法稱蔣經國當時屬意孫運璿擔任接班人。如根據時任參謀總長郝柏村的日記記載，當年3月31日蔣經國召見時，曾對他說「孫院長排在中常委第三名，原意就是準備擔任下屆總統的」，並有「由於孫院長既能奉行總統原則與政策，又深得人心，總統謂原擬培養為下任總統」等記載。又如「有一天，經國先生在大直官邸曾對我說，讓孫運璿再任六年行政院長，歷練更豐厚，六年之後，就可以選總統，於國、於民都是很好的福祉」。
但關於接班之說各界另有各種不同解釋與看法。

### 中風

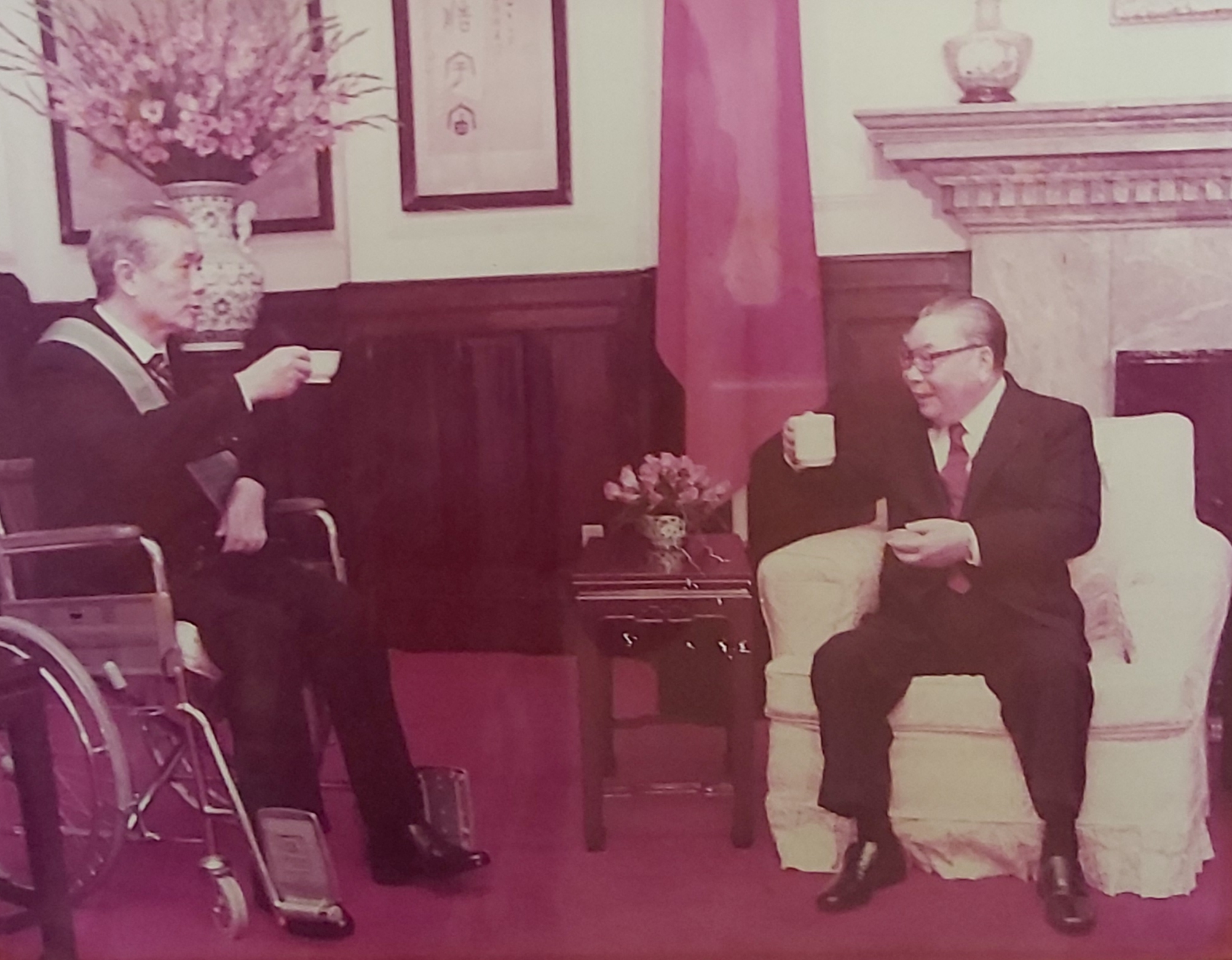
中風後的孫運璿（左）與總統蔣經國攝於總統府

1984年2月24日凌晨2點多，孫運璿正在書房內準備第二天在立法院的施政報告，因突發腦溢血（中風）倒地，事後緊急送往台北榮民總醫院。醫療小組研判後提出，馬上開刀可以停止出血，但因孫得過心臟病且有輕微糖尿病，故而會有生命危險，家屬當場沒有決定開刀。早上8時許，蔣經國總統到醫院探視後即召心臟權威、蔣中正總統貼身醫師余南庚博士從美國火速返台，最後還是決定開刀，但也因為此舉延誤了開刀時機:263-265。2月26日，蔣經國函電宋美齡：

「孫院長運璿同志二十四日清晨發現腦溢血症狀隨即進入榮總治療二十五日晚間病情轉趨惡化經醫師會商於今二十六日清晨二時進行手術由外科部主任沈力揚主持尚稱順利刻正觀察恢復中謹肅報聞敬叩福安兒」:405

自此孫運璿失去部分語言及雙手活動能力，而且下半身無法行動。不久之後，即以健康原因辭卸行政院長職務，被蔣經國聘為總統府資政，從而淡出政壇。

### 晚年

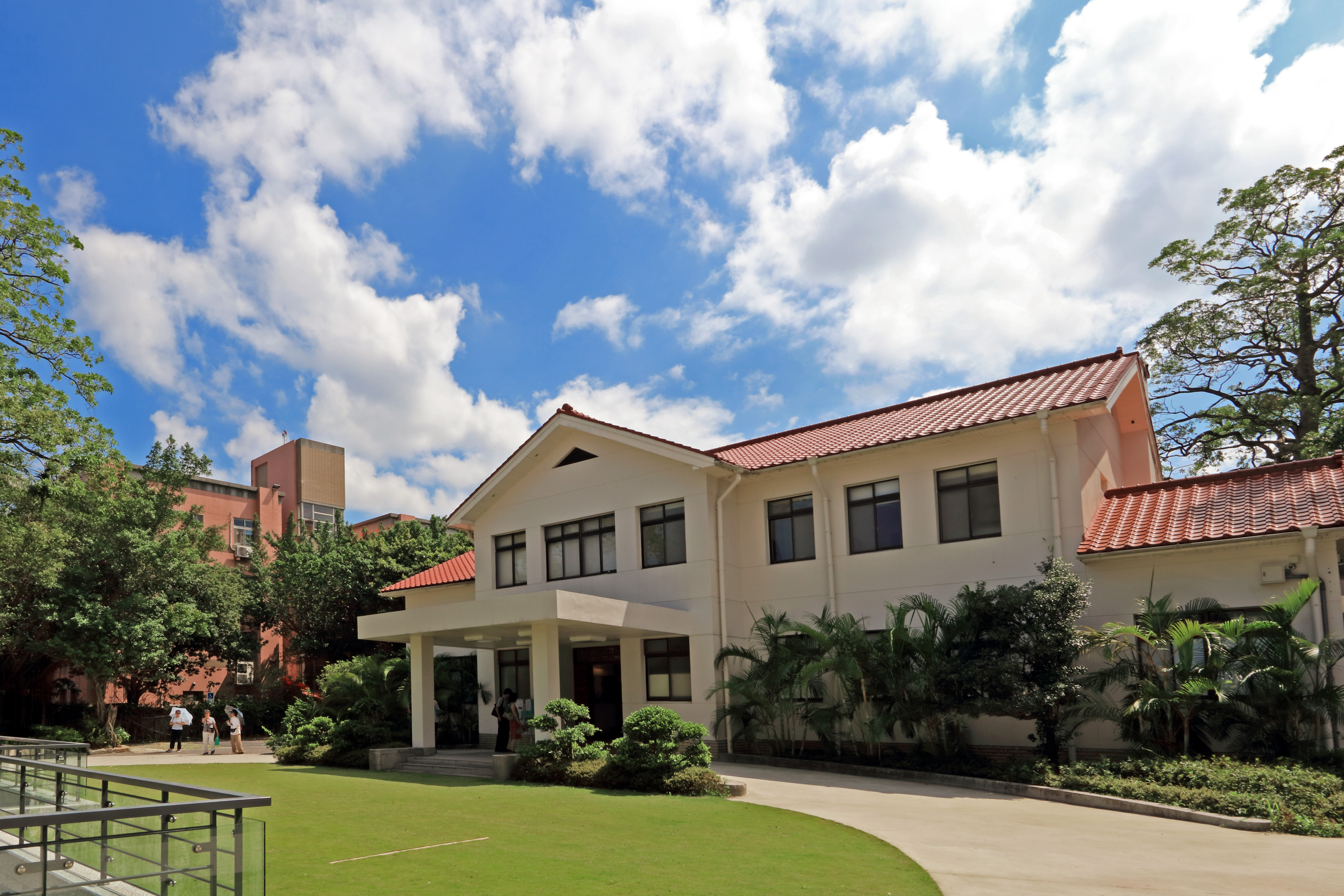
孫運璿重慶南路寓所

中風後的孫運璿仍偶有露面，但需以輪椅代步，身體虛弱，只有偶爾出席公益活動和國民黨活動，他曾拍攝公益廣告呼籲大家注意自身健康，按時量血壓，他也是董氏基金會的名譽顧問。1996年，孫運璿的舊同事與舊部屬如徐立德等人共同成立了孫運璿學術基金會，由時任行政院副院長的徐立德擔任董事長，並由孫運璿在「科技發展方案」時，在半導體等產業培養出來的企業家如當時台電公司董事長張鍾潛，中興工程公司董事長張斯敏，聯華電子公司董事長曹興誠，台積電公司董事長張忠謀等人擔任董事的職務。一開始基金會以表揚優秀公務員為主，後來也擴及了公共政策的研究、舉辦研討會、發表論文、出版刊物等事業。
因為政績斐然，即使失去部分行動能力及淡出政壇的孫運璿，仍常被視作國民黨選舉時匯聚選票的重要人物之一，民進黨執政以後，也一直被續聘為總統府資政一職。除此之外，連戰四年內的兩次總統競選活動過程中，雖然言語不便也抱病站台助選。2005年之後，因病情不復樂觀，孫運璿就相當少出現於公眾場合。他最後一次公開露面的活動，是2005年8月16日出席馬英九領取國民黨主席當選證書之儀式。
孫運璿於2006年1月30日因呼吸困難送往台大醫院轉到台北榮總，確診為急性心肌梗塞、併發急性心臟衰竭及急性肺水腫；2月2日，曾一度發生心跳停止，後經搶救恢復心跳；2月14日晚上，出現敗血性休克現象；於2月15日0時33分，不幸病逝於台北榮民總醫院，享壽92歲。
孫運璿逝世後，靈堂設於榮總介壽堂，供民眾哀悼，總統陳水扁頒發褒揚令給予褒揚：
總統府資政、前行政院院長孫運璿，耿介惇篤，智慮精誠。早歲卒業哈爾濱工業大學，試新硎於電廠興建，投身展志，茂實英聲；抗戰勝利，來臺參與搶救電源設施，承命戮力回覆發電網路，宵旰圖治，協濟時艱。嗣歷任臺灣電力公司總經理、交通部部長暨經濟部部長等職，精勤碩畫，推動國家十大建設；灼見嘉謀，締造產業轉型契機，槃才雄略，令譽彌彰。於行政院院長任內，經略國事，措置裕如。尤以遏阻外交困境，因應能源危機；凝聚國家發展共識，建構精密科技榮景，廉勤布政，務實求新；嘉猷奕世，聿昭遐方。晚歲膺聘總統府資政，雖攖疾有年，猶關懷國是，矜恤民瘼，永留遺愛。綜其生平，奠懋遷籌策之宏規，開臺灣奇蹟之先河，上德若谷，典範長存。梁木其傾，愴悼曷亟，應予明令褒揚，用示政府崇禮元勛之至意。
2月25日由總統府指示以國喪大禮辦理治喪事宜，由前副總統連戰擔任主祭，覆以中華民國國旗、國民黨黨旗，時任總統陳水扁、副總統呂秀蓮及五院院長皆前往致祭。公祭結束後火化，骨灰安葬於基隆市七堵區的欣欣安樂園。

## 家庭
配偶

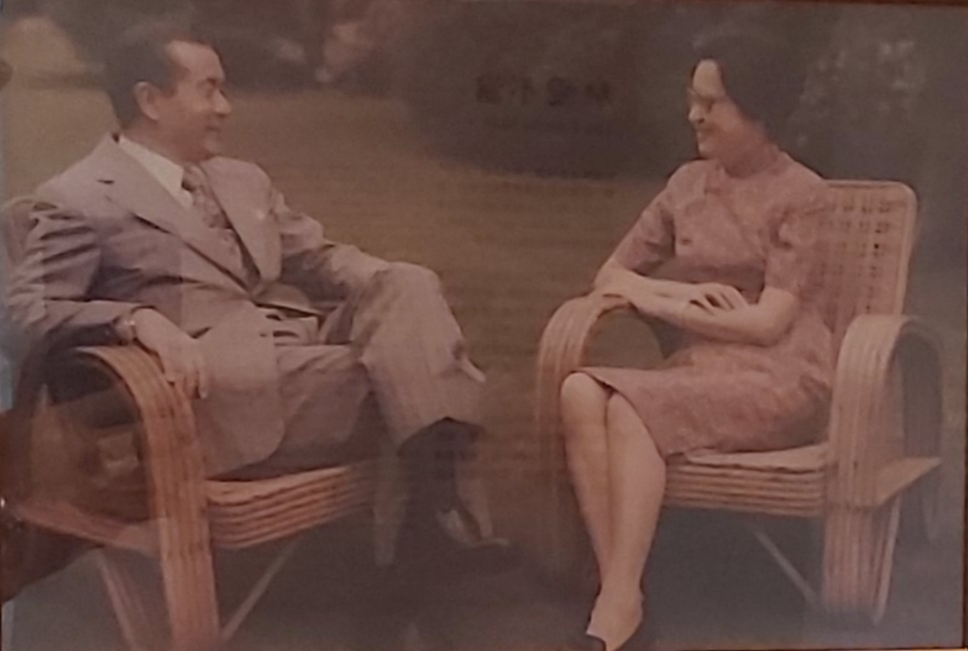
孫運璿夫婦

其妻俞蕙萱，在1947年，兩人在上海結婚。兩人一共育有四名兒女。:66
子女
- 長女孫璐西，美國羅格斯大學食品科學博士，為國立臺灣大學食品科技研究所名譽教授，丈夫是前國科會主委，前任中華職棒會長黃鎮台。
- 次女孫璐筠，於英國貨幣市場任職，夫婿是加拿大人。
- 長子孫一鶴，美國普林斯敦大學博士，法國ALSTOM POWER總工程師，旅居美國。
- 幺子孫一鴻，美國柏克萊大學博士，為土木專家，旅居美國。

## 軼事

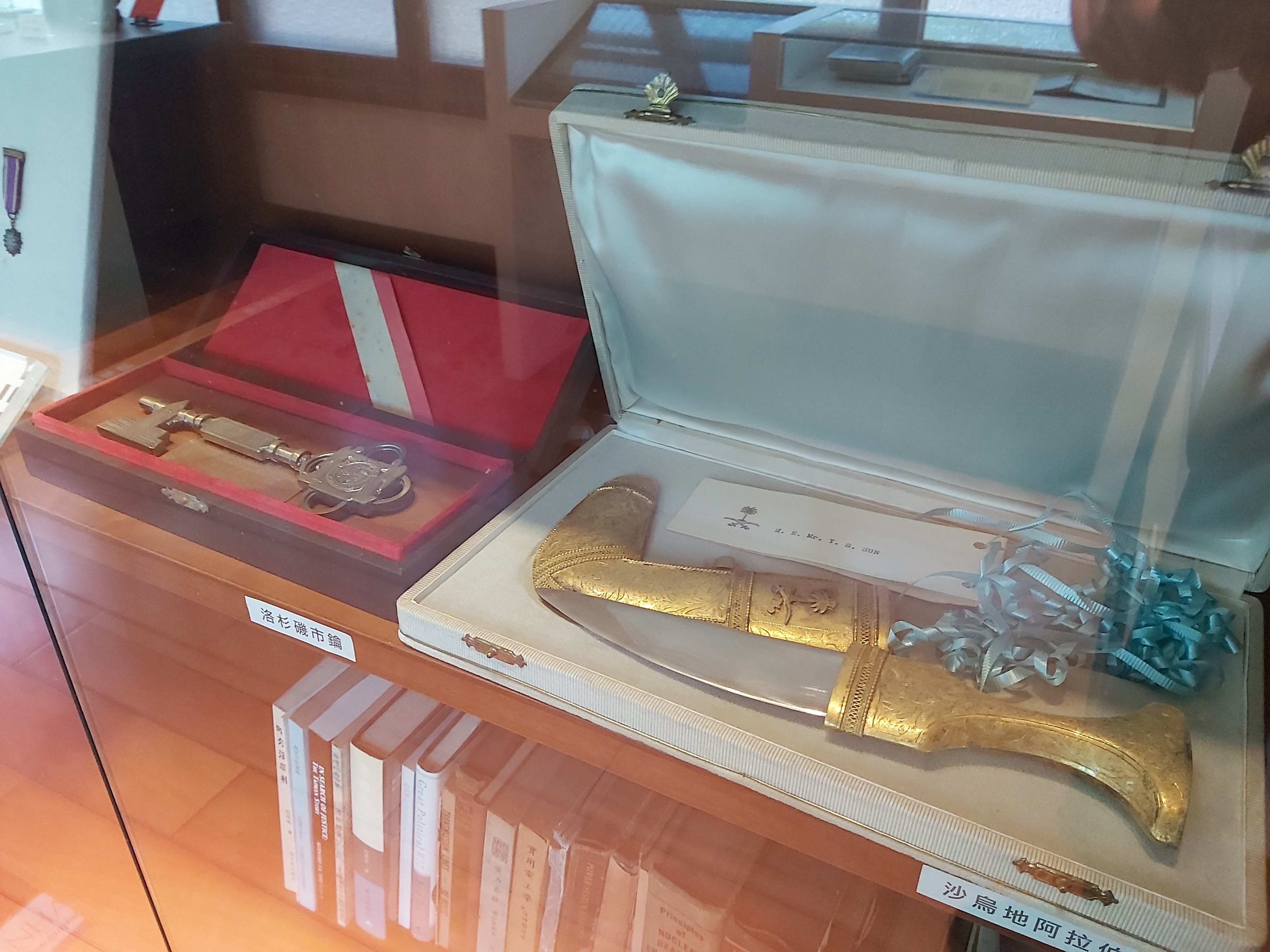
孫運璿外訪時獲贈的沙烏地阿拉伯彎刀和洛杉磯市鑰

年輕時的孫運璿，估計自己能做到山東省建設廳廳長就已經心滿意足了。
1947年，孫運璿結婚三天後，與其父孫蓉昌短暫至台灣小住，孫蓉昌後因家鄉戰事急迫而趕回山東，父子在基隆港一別後再未見面:66。14年後，孫運璿輾轉打聽到父親去世，雖然身在台灣，仍然留鬚戴孝百日，表示為人子的悲哀。1967年，孫運璿宣誓就職交通部長當天下午，在家裏院子的樹下，設下父親靈位，焚香默禱，感謝父親的教養之恩。
孫運璿中年以後出國訪問，妻子俞蕙萱總讓他先稱量體重。但是孫運璿在國外止不住饞，直到回國之前幾日，方才開始少吃，以對妻子有個交代。
自1984年孫運璿中風以來，獲蔣經國聘為有給職資政，由李登輝至陳水扁，三朝元首皆予聘任，資政本無官舍配置，但三任總統予特許照顧，成為總統府有給職資政二十多年，每月有薪水、司機、護士、安全人員，並且長期居住於政府宿舍。
此外，據孙运璿科技·人文纪念馆說明，其亦喜食冰淇淋和麥當勞。

## 傳記
天下雜誌獲得孫運璿的授權，籌畫寫作「孫運璿傳」，於1989年4月10日出版。這本十萬言的詳實傳記，同時觀察了四分之三個世紀以來的中國變動。

## 施政評價

### 正面評價

#### 積體電路技術轉移
孫運璿在部長任內推動的積體電路技術轉移案，雖然耗費了一千萬美元來完成，日後卻為台灣創造了一兆新臺幣以上的年產值，堪稱最正確的決策。

#### 渡過石油危機
而台灣在石油危機事件中，經濟不但沒有因此崩盤，反而蒸蒸日上，外匯存底迅速累積，成為亞洲四小龍之一，當時擔任行政院長的孫運璿也可說功不可沒。

#### 黨外運動人士也讚賞
台灣黨外運動的先驅康寧祥說：「他是國民黨裏少數一、兩位『知之為知之，不知為不知』的官員，所以他上任一年內，除經濟外，不質詢他任何問題。他不懂政治，問他政治問題，對他不公平。」

#### 民調最高政治人物
因為瑕不掩瑜的施政成績與極高民間聲望，孫運璿普遍受臺灣各界景仰。例如2003年間，《天下雜誌》針對歷年的台灣政治人物以中小學教師與家長為對象展開民調，曾經委由《天下雜誌》出版自傳的孫運璿被評定為品格操守最佳的政治人物。於該統計數據中，他所獲得之正面指數，不但高於蔣經國，比起千禧年初台灣朝野最熱門的政治人物如連戰、宋楚瑜、呂秀蓮、陳水扁等人，更是超前許多。

#### 不同陣營領導人也致意
孫運璿過世後，時任總統的陳水扁與副總統呂秀蓮也透過新聞稿表達慰問之意。總統府新聞稿稱「孫資政為國奉獻一生，不僅親自參與台灣超過半世紀的改革、建設與進步，擔任經濟部長及行政院長期間，更推動多項經濟與交通建設，奠定台灣經濟發展重要基礎，協助締造舉世稱羨的「經濟奇蹟」，與李國鼎堪稱台灣經濟推手；即使晚年身體不適，仍十分關心國事，善盡針砭，令人感佩。」兩人並親自前往靈堂致意。

### 負面評價

#### 八大科技
部分學者認為孫運璿的施政策略當中，許多是錯誤的。譬如1982年，孫運璿為加速台灣科技發展，明訂了「自動化、資訊、材料、能源、生物技術、雷射、肝炎防治、食品加工」等八大重點科技，執行方式在當時就受到質疑。這些質疑包括政府投資補助的對象良莠不齊，八大科技的範圍過於廣泛等。「有的似乎是在科技界多數人毫不知情的情況下，由少數人『悄悄』列入的。……這種『本末倒置』的決策方式，已足令人吃驚。」。

#### 汽車工業
民進黨前立委林濁水指出，李登輝與日本豐田汽車合作發展汽車工業的方案條件不錯，但孫運璿等官員要求過高自製率及保護主義，改與條件更差的美國福特汽車合作，台灣的汽車工業直至國民黨放棄後才開始發展。所以林濁水指稱此政策反而造成汽車工業發展的不充分。

#### 不重視環保
而任內專注經濟成長不夠重視環境保護的做法、也令後人有攻擊點。前中國文化大學教授、臺南市長許添財即曾憶及其在文大授課時，一名日本教授曾批評台灣政府不重視環保，但被孫運璿回以「台灣目前還很窮，不必考慮這些」。。

#### 自責沒做好人文教育
孫運璿在他的回憶錄中表示，公職生涯中最感遺憾的是，在經濟部長任內太專注於經濟的發展，而忽略了精神文化的提升，以致今日台灣出現這麼多亂象。晚年的孫運璿，總是痛心於社會金錢觀至上，年輕人功利主義，他自問「是不是我們那一輩對經濟發展走得太急了」，還表示「那時候我建議教育部、新聞局共同做。教育部我建議修改小學教科書內容，把儒家思想慢慢引進小學裏面。大眾傳播界，我建議宋局長成立公共電視台，慢慢介紹我國固有文化。公共電視到現在還沒有做起來，做的東西我看了，離復興文化還遠，做的不夠。」。

## 紀念

### 孫運璿現象
2006年2月，從孫運璿過世至今，在臺灣掀起了一陣懷念孫運璿的風潮。許多中國國民黨或是民主進步黨的政治人物，對於孫運璿都是讚譽有加，公祭時數千民眾參與公祭，許多科技人更視孫運璿為台灣科技產業之父，紛紛撰文紀念孫運璿。
- 建築：運璿綠建築科技大樓（國立成功大學）
- 演講廳：孫運璿演講廳（國立清華大學）台積館
- 基金會：孫運璿學術基金會
- 孫運璿故居（本來是官舍，現改為紀念館）：孫運璿科技─人文紀念館
- 孫運璿舊居[註 3]：位於山東省煙臺市蓬萊區劉家溝鎮堡後孫家村，是孫運璿在中國大陸時的舊居，為山東省文物保護單位。

## 外部連結
- （繁體中文）YouTube上的孫運璿：巨變時代的領導人：天下文化，2007年10月16日。
- （繁體中文）YouTube上的掌舵風雨世代─孫運璿：監製-台達電子文教基金會、製作-e21摩奇創意(股)有限公司、導演-曾明惠，2001年。

| 中華民國政府職務                   | 中華民國政府職務                                                     | 中華民國政府職務                   |
| ---------------------------------- | -------------------------------------------------------------------- | ---------------------------------- |
| 行政院                             |                                                                      |                                    |
| 前任： 沈怡                        | 交通部部長 第七任 1967年12月11日—1969年10月2日                       | 繼任： 張繼正                      |
| 前任： 陶聲洋                      | 經濟部部長 第十三任 （由工商部開始起算） 1969年10月29日—1978年6月1日 | 繼任： 張光世                      |
| 前任： 徐慶鐘（代理） 正任：蔣經國 | 行政院院長 第十任 1978年6月1日—1984年2月24日                         | 繼任： 邱創煥（代理） 正任：俞國華 |